# Nenningesund
Nenningesund är en tänkt kanal i Norrtälje kommun som ger en inre vattenväg genom Rådmansö från Prästfjärden i söder till Hattsundet (och Norrtäljeviken) i norr. Själva Nenninge ligger en kilometer söder om Södersvik. 
Leden har tidigare varit öppen. Gustav II Adolf beslöt om upprensning och pålning 1620, och ryska galärer använde sig av farleden under rysshärjningarna i Norrtälje 1719.
Sedan ledde landhöjningen till att sundet växte igen. Rådmansö var inte längre en ö utan en halvö. En förening arbetar nu[när?] för målet att åter göra Nenningesund farbart, för mindre båtar som då slipper omvägen runt Rådmansö, om de till exempel ska ta sig till Norrtälje.

## Källa
- Historia och bakgrund från Nenningesund.se